# Григорівська сільська рада (Монастириський район)
Гри́горівська сільська́ ра́да — адміністративно-територіальна одиниця та орган місцевого самоврядування в Монастириському районі Тернопільської області. Адміністративний центр — село Григорів.

## Загальні відомості
Григорівська сільська рада утворена в 1940 році.
- Територія ради: 4,486 км²
- Населення ради: 686 осіб (станом на 2001 рік)

## Населені пункти
Сільській раді були підпорядковані населені пункти:
- с. Григорів

## Склад ради
Рада складалася з 16 депутатів та голови.
- Голова ради: Наконечний Володимир Володимирович
- Секретар ради: Мушанський Василь Іванович

### Керівний склад попередніх скликань
| Прізвище, ім'я, по батькові        | Основні відомості                                                                                        | Дата обрання | Дата звільнення |
| ---------------------------------- | --- | ------------ | --------------- |
| Дмитрів Володимир Степанович       | Сільський голова, 1955 року народження, освіта середня спеціальна                                        | 26.03.2006   | 31.10.2010      |
| Дмитрів Володимир Степанович       | Сільський голова, 1955 року народження, освіта середня спеціальна, член політичної партії «Наша Україна» | 31.10.2010   | 22.01.2012      |
| Наконечний Володимир Володимирович | Сільський голова, 1964 року народження, член Всеукраїнського об'єднання «Свобода»                        | 22.01.2012   |                 |

Примітка: таблиця складена за даними сайту Верховної Ради України

### Депутати
За результатами місцевих виборів 2010 року депутатами ради стали:

#### За суб'єктами висування
| Суб'єкт висування | Кількість обраних депутатів | %   |
| ----------------- | --------------------------- | --- |
| Самовисування     | 16                          | 100 |

#### За округами
| № округу | Прізвище, ім'я, по батькові     | Дата визнання обраним | Освіта             | Партійна приналежність | Відомості про обраного депутата                                                |
| -------- | ------------------------------- | --------------------- | ------------------ | ---------------------- | ------------------------------------------------------------------------------ |
| 1        | Сторожко Дмитро Романович       | 25.01.2012            | вища               | позапартійний          | Прикарпатський національний університет ім. В.Стефаника, студент               |
| 2        | Гейна Павло Адамович            | 02.11.2010            | середня спеціальна | позапартійний          | тимчасово не працює                                                            |
| 3        | Мушанський Василь Іванович      | 02.11.2010            | вища               | позапартійний          | Григорівська сільська рада, секретар                                           |
| 4        | Олійник Микола Іванович         | 02.11.2010            | середня спеціальна | позапартійний          | Управління праці та соціального захисту населення, по догляду за перестарілими |
| 5        | Мушанський Тарас Васильович     | 02.11.2010            | середня            | позапартійний          | Івано-Франківський політехнічний ліцей, студент                                |
| 6        | Куцик Галина Степанівна         | 02.11.2010            | середня спеціальна | позапартійна           | Григорівський дитячий садок, вихователь                                        |
| 7        | Настасовський Серній Васильович | 02.11.2010            | середня            | позапартійний          | Чортківський медичний коледж, студент                                          |
| 8        | Савків Наталя Михайлівна        | 02.11.2010            | середня спеціальна | позапартійна           | Григорівський дитячий садок, вихователь                                        |
| 9        | Яцишин Роман Васильович         | 02.11.2010            | середня            | позапартійний          | тимчасово не працює                                                            |
| 10       | Регалюк Сергій Володимирович    | 02.11.2010            | середня спеціальна | позапартійний          | тимчасово не працює                                                            |
| 11       | Червак Петро Ігорович           | 25.01.2012            | середня спеціальна | позапартійний          | , тимчасово не працює                                                          |
| 12       | Гулька Андрій Павлович          | 02.11.2010            | вища               | позапартійний          | Оленівська загальноосвітня школа, педагог                                      |
| 13       | Дмитрів Дмитро Ігорович         | 25.01.2012            | вища               | позапартійний          | Хмельницький юридичний університет, студент                                    |
| 14       | Гулька Ольга Пилипівна          | 02.11.2010            | середня            | позапартійна           | ПАП «Оріон», різноробоча                                                       |
| 15       | Чорний Михайло Володимирович    | 02.11.2010            | вища               | позапартійний          | тимчасово не працює                                                            |
| 16       | Головачук Ольга Василівна       | 02.11.2010            | вища               | позапартійна           | Монастирська лікарня, статист                                                  |